# Tom Lehmann (Spieleautor)

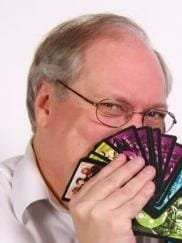
Tom Lehmann, 2021

Thomas „Tom“ Lehmann (* 1. Juli 1958) ist ein US-amerikanischer Spieleautor und Spieleverleger.

## Leben
Thomas Lehmann studierte zunächst an der Michigan State University und beendete das Studium 1979 mit einem Bachelor of Science in Engineering Arts, anschließend wechselte er zur Stanford University und schloss dieses Studium 1982 mit einem Master of Science in Engineering-Economic Systems ab. In den nachfolgenden Jahren war Lehmann unter anderem als Programmierer und Technischer Redakteur tätig.
Mit der Entwicklung von Gesellschaftsspielen begann Lehmann nebenberuflich Anfang der 1990er Jahre. Die ersten Spiele entstanden in Kooperation mit James „Jim“ Hlavaty und erschienen in deren gemeinsamen Kleinverlag Prism Games / TimJim Games. Ein erster größerer Erfolg gelang Lehman schließlich 2002 mit dem Auktionsspiel Pizarro & Co., in englischer Sprache erschienen bei Rio Grande Games sowie in deutscher Sprache unter dem Titel Magellan bei Hans im Glück. Das Spiel wurde in die Auswahlliste zum „Spiel des Jahres 2002“ aufgenommen. Es folgten unter anderem 2006 das Würfelspiel Um Krone und Kragen (engl. Titel: To Court the King, in Deutschland erschienen bei Amigo) sowie 2007 das Kartenspiel Race for the Galaxy (in Deutschland erschienen bei Abacusspiele). Zu Race for the Galaxy sind bis dato fünf Erweiterungen erschienen. Auf dem Kartenspiel basiert auch das von Wei-Hwa Huang und Lehmann erdachte und 2014 erschienene Würfelspiel Roll for the Galaxy.
Darüber hinaus entwickelte Lehman zusammen mit Matt Leacock bisher drei Erweiterungen zu dessen Kooperationsspiel Pandemie sowie die erste Erweiterung zum Ableger Pandemie – Die Heilung. Ferner schuf Lehmann mit Roll Through the Ages: The Iron Age auch einen Nachfolger zu Leacocks Würfelspiel Roll Through the Ages: The Bronze Age. Lehmann ist außerdem Autor einiger Szenarien der 18XX-Reihe, einer Eisenbahnwirtschaftssimulation. Sein zunächst 1834 benannter Prototyp wurde von GMT Games in 1833NE umbenannt und ins p500-Projekt aufgenommen, nach dem Erreichen der erforderlichen Mindestbestellmenge soll es in naher Zukunft veröffentlicht werden.
Lehmann widmet sich etwa seit 2007 hauptberuflich der Entwicklung von Spielen und lebt in Palo Alto, Kalifornien.

## Ludografie (Auswahl)
- 1992: Time Agent
- 1995: 2038, mit Jim Hlavaty
- 2002: Magellan (Pizarro & Co.)
- 2005: 1846
- 2006: Um Krone und Kragen (To Court the King)
- 2007: Race for the Galaxy
  - Aufziehender Sturm (The Gathering Storm, Erweiterung), 2008
  - Rebellen vs. Imperium (Rebel vs Imperium, Erweiterung), 2009
  - Auf der Schwelle zum Krieg (The Brink of War, Erweiterung), 2010
  - Alien Artifacts (Erweiterung), 2013
  - Xeno Invasion (Erweiterung), 2015
- 2008: Sankt Petersburg: In bester Gesellschaft & Das Bankett (Erweiterung), mit Karl-Heinz Schmiel
- 2009: Pandemie: Auf Messers Schneide (Pandemic: On the Brink, Erweiterung), mit Matt Leacock
- 2010: 1834 (Prototyp, nicht veröffentlicht, wird als 1833NE von GMT Games veröffentlicht werden)
- 2013: Pandemie: Im Labor (Pandemic: In the Lab, Erweiterung), mit Matt Leacock
- 2014: Roll Through the Ages: The Iron Age
- 2014: Ciúb
- 2014: Roll for the Galaxy
  - Der große Traum (Ambition, Erweiterung), 2015
- 2015: Pandemie: Ausnahmezustand (Pandemic: State of Emergency, Erweiterung), mit Matt Leacock
- 2015: Favor of the Pharaoh (erweiterte Neuauflage von Um Krone und Kragen)
- 2016: Pandemic: The Cure – Experimental Meds (Erweiterung zu Pandemie – Die Heilung), mit Matt Leacock

## Auszeichnungen
- Spiel des Jahres
  - Magellan: Auswahlliste 2002
- Deutscher Spiele Preis
  - Magellan: 10. Platz 2002
- International Gamers Award
  - Magellan: Multiplayer – Nominees 2003
  - Um Krone und Kragen: Multiplayer – Nominees 2006
  - Race for the Galaxy: Multiplayer – Nominees 2008
- Japan Boardgame Prize
  - Magellan: 2. Platz „Best Advanced Game“ 2002
  - Um Krone und Kragen: 8. Platz „Best Advanced Game“ 2006
  - Race for the Galaxy: 3. Platz 2008